# Акватол
Аквато́л — водонаполненное промышленное взрывчатое вещество (ВВ) текучей консистенции, наиболее часто представляющее собой суспензию гранулированных тротила и аммиачной селитры в насыщенном водном растворе аммиачной селитры с различными добавками. Многочисленные модификации позволяют говорить об акватолах как о типе взрывчатых веществ. Название происходит от слов aqua (лат. вода) и тол (в значении тротил).

## Состав и обозначения
Общее отличие акватолов от других взрывчатых смесей в том, что они представляют собой суспензию твёрдых частиц взрывчатого вещества и окислителя в гелеобразной водной среде. Наименование «акватол» подразумевает, что в состав обязательно входит вода и тротил (тол). В качестве окислителя наиболее часто используется нитрат аммония, однако в горном деле применяются также натриевая и кальциевая селитры. Окислитель находится одновременно как в виде твёрдых гранул, так и в растворённом в воде виде. Концентрация окислителя в воде является важным параметром, определяющим физические и взрывчатые свойства акватолов.
Для повышения вязкости водной среды в целях улучшения эксплуатационных свойств составов в них вводят различные добавки-загустители. Наиболее часто применяются:
- натриевая соль карбоксиметилцеллюлозы
- раствор полиакриламида
- аммонийная соль карбоксиметилцеллюлозы
- золь кремниевой кислоты

Для повышения водостойкости составов при использовании их в обводнённых скважинах в состав вводят добавки, образующие межмолекулярные химические связи. Они называются сшивающими агентами; обычно это сульфаты или нитраты железа, хрома или алюминия.
В составы могут добавляться различные горючие вещества (нефтепродукты, порошок алюминия и др.)
В целях обеспечения химической стабильности могут применяться регуляторы кислотно-щелочных свойств.
Промышленно применяемые акватолы по способу подготовки зарядов делятся на три группы:
- Сухие смеси заводского изготовления, в которые на месте применения добавляется вода или раствор окислителя (акватолы марок 65/35С; М15; СВ). Буква «М» в обозначении означает наличие в составе металлических добавок.
- Готовые водонаполненные смеси заводского изготовления (марки АВ; АВМ; МГ;). Буква «М» в обозначении означает наличие в составе металлических добавок.
- Смеси, приготавливаемые на месте применения из отдельных компонентов или их смесей. В России по состоянию на 2006 год применяются только такие составы. Разнообразие способов подготовки и условий применения зарядов определяют достаточно широкие пределы варьирования составов. К применению допущены марки: Т-10ВИ; Т-10МС; Т-20; Т-20Г; Т-20ГК; Т-20ГМ; Т-20М; Т-10НС и Т-15НС

Цифра в марке обозначает среднее содержание гранулированного тротила, буквенные обозначения после цифры:
- Г — горячельющееся (температура приготовления и заряжания 95-105 °C)
- К — с использованием золя кремниевой кислоты
- М — добавка карбамида (мочевины) для понижения кислотности состава
- С — добавка минерального масла в качестве горючего
- Н — добавка поверхностно-активных веществ, изменяющих свойства границы раздела твёрдой и жидкой фаз.

Состав некоторых марок сухих смесей для приготовления акватолов, в % по массе:
| Компонент                         | Акватол 65/35С | Акватол М-15 |
| --------------------------------- | -------------- | ------------ |
| Селитра аммиачная гранулированная | 63±5           | 58,5±2       |
| Тротил чешуированный              | 34±5           | 25±2         |
| Порошок алюминиевый               | -              | 15±1         |
| Загуститель (зависит от марки)    | 3±0,7          | 1,5±0,8      |
| Масло минеральное (сверх 100%)    | -              | 1,0-1,5      |

## Физические свойства
Сухие смеси заводского изготовления — сыпучие крупнозернистые смеси, без комков крупнее 5 мм³
| Характеристика            | Акватол 65/35С | Акватол М-15 |
| ------------------------- | -------------- | ------------ |
| Насыпная плотность, кг/м³ | 0,85-0,90      | 0,90-0,95    |
| Влажность, %, не более    | 0,5            | 0,5          |

## Взрывчатые свойства
Взрывчатые характеристики сухих смесей для приготовления акватолов:
| Характеристика                                                | Акватол 65/35С | Акватол М-15 |
| ------------------------------------------------------------- | -------------- | ------------ |
| Кислородный баланс, %                                         | - 12,5         | - 21,0       |
| Теплота взрыва, ккал/кг                                       | 920            | 1450         |
| Объём газов, л/кг                                             | 925            | 805          |
| Бризантность в стальном кольце, мм                            | 20-23          | 21-23        |
| Скорость детонации, км/с                                      | 3,2-3,5        | 3,0-3,5      |
| Критический диаметр в бумажной оболочке в сухом состоянии, мм | 50-70          | 60-70        |
| Критический диаметр в стальной оболочке, мм                   | 15-20          | 20-25        |

### Эффективность
Относительно высокая плотность заряжания скважин акватолом даёт повышение полезной энергии взрыва в 1,5—2 раза.

## Производство и применение
Акватолы допущены в России к применению на открытых горных работах, в открытых карьерах. Вследствие экономических проблем в 1990-е годы акватолы заводского изготовления практически не выпускаются, применяются смеси, изготавливаемые на месте применения.